# Cyphonoxia glasunowi
Cyphonoxia glasunowi är en skalbaggsart som beskrevs av Semenov 1897. Cyphonoxia glasunowi ingår i släktet Cyphonoxia och familjen Melolonthidae. Inga underarter finns listade i Catalogue of Life.